# Storia della Riforma protestante in Italia
La Riforma protestante, cioè quel periodo di rivolgimenti religiosi della Chiesa cattolica del XVI secolo originatosi a partire dall'opera di Martin Lutero e di altri riformatori, in Italia si caratterizza come un processo eterogeneo di esperienze religiose che, a partire dalla tradizione umanistica e dalla teologia dei riformatori d'oltralpe, contribuiscono da una parte a originali rielaborazioni in materia teologica, in una critica all'ortodossia cattolica e protestante; dall'altra non permettono, per l'assenza di un nucleo forte, di capacità organizzative e soprattutto per la violenta reazione dell'Inquisizione, un processo unitario e competitivo nei confronti della Chiesa cattolica.
C'è però da evidenziare che anche l'Italia vide lo sviluppo di movimenti, originatisi in Francia, precursori della riforma luterana, soprattutto nel Medioevo con i Catari o Albigesi, i Valdesi, e i Patarini. Da questi ultimi Arnaldo da Brescia prese i punti fondamentali del suo radicale programma di riforma. Poco prima della riforma luterana ci fu il movimento di Girolamo Savonarola e la sua Riforma del convento di San Marco.
Durante il periodo della principale Riforma protestante luterana, calvinista, ci sono stati molti personaggi italiani che hanno contribuito alla Riforma come la Famiglia Diodati, Pietro Martire Vermigli, Paolo Sarpi, Bernardino Ochino, Pietro Paolo Vergerio, Celio Secondo Curione e personaggi importanti che ne vennero influenzati, come Giordano Bruno e Camillo Benso, conte di Cavour. Inoltre altri movimenti, come i Valdesi, si allinearono adottando i principi della Riforma protestante soprattutto quella calvinista.
Il movimento giansenista vide protagonista in Toscana Scipione de' Ricci con i suoi tentativi di riforma nel creare una chiesa toscana staccata da Roma, soprattutto grazie all'appoggio di Pietro Leopoldo. Altri personaggi influenzati dal Giansenismo furono Giuseppe Mazzini e Giuseppe Garibaldi.
Il XIX secolo, soprattutto la seconda metà, vide nuovi protagonisti della Riforma protestante in Italia, con i tentativi di creare una Chiesa Evangelica italiana. Camillo Mapei con la fondazione della rivista Eco di Savonarola a Londra, diede inizio al progetto di riunire gli esuli protestanti italiani a Londra per la formazione di una Chiesa protestante interamente italiana. Aderiscono personaggi come Alessandro Gavazzi, Luigi Desanctis, Gabriele Rossetti ed altri che contribuirono a formare la Chiesa Libera Evangelica Italiana nel 1852 a Genova.
C'è inoltre da sottolineare il movimento riformatore di Davide Lazzeretti chiamato Giurisdavidismo negli anni '70 del 1800.
Per quanto riguarda la Chiesa Cristiana Avventista del Settimo Giorno, il primo a predicare il messaggio avventista in Italia è un ex frate francescano polacco, Michael Belina Czechowsky (1818-1876).
Egli giunge dagli Stati Uniti d'America in Italia nel 1864 e inizia a predicare nelle Valli Valdesi dove si converte la prima avventista europea: Caterina Revel (1830-1930) di Luserna San Giovanni (TO). In Europa, la prima persona a convertirsi all'avventismo fu Caterina Revel . Nacque in una famiglia valdese di Luserna San Giovanni, distante pochi chilometri da Torre Pellice, centro dell'opera valdese nelle omonime valli. Quando nel 1864 Michael Belina Czechowski, ex frate francescano polacco, venne nel Nord Italia a predicare il messaggio avventista, che per la prima volta veniva annunciato nel continente europeo, Caterina fu colpita dal messaggio relativo al Sabato e prima di decidersi chiese un parere all'anziano di chiesa della sua comunità, il quale disse:
« Attenendosi alla lettera delle Scritture, è sicuramente il Sabato che bisognerebbe celebrare, ma i nostri padri, che tanto hanno sofferto per la loro fede, non hanno creduto di dover operare un tale cambiamento. E Dio ha accettato la loro ubbidienza. Dunque non è necessario modificare le nostre abitudini su questo punto».(Giovanni De Meo, «Alfred-Felix Vaucher: un secolo di avventismo», in Adventus, n.7/2, 1994, p. 10).
Poco soddisfatta di questa risposta, cominciò a osservare il Sabato. Suo marito, Berthelemi, che in un primo momento si era aggiunto al gruppo degli osservatori del Sabato, si allontanò al punto di proibire a Czechowski di entrare in casa sua. Per questo, Caterina non poté ricevere il battesimo da lui, ma dopo qualche tempo venne battezzata per immersione da un pastore battista, restando però fedele al Sabato e all'insegnamento avventista. Nel 1885 venne organizzata la chiesa avventista di Torre Pellice con una trentina di membri inclusi anche i gruppi di San Germano Chisone, Angrogna, Villar Pellice. Mery, figlia di Caterina si battezzò nella chiesa avventista, mentre il figlio rimase valdese. Il 10 giugno 1886 Mery sposò a Torino Jules Vaucher, un tipo venale, egoista e dispotico, dalla cui unione , il 18 marzo 1887, a Luserna San Giovanni, nacque il piccolo Alfred Felix, ma alla sua nascita il padre era già in Egitto e Mery ritornò a casa dai suoi. Caterina, negli anni mantenne sempre il contatto con gli avventisti svizzeri e ricevette le visite di Andrews, Bourdeau, Haskell, Butler, Whitney e soprattutto la visita di Ellen Gould White. Nel 1912 Caterina andò in pensione e fino al 1930, anno del suo decesso, incoraggiò molte persone a diventare avventisti convinti, a seguire la volontà del Signore e a servirlo con amore.
Anche il Movimento Pentecostale ebbe il suo sviluppo in Italia, nel 1908 con Giacomo Lombardi, un Italo-Americano di fede Evangelica che aderì al Pentecostalismo e tornato in Italia cercò di formare un movimento tutto Italiano che oggi si caratterizza soprattutto con le ADI.
Precursori e nello spirito dei riformatori protestanti possono essere considerati: Arnaldo da Brescia, Girolamo Savonarola, Paolo Sarpi, Marco Antonio de Dominis, la Famiglia Diodati, Scipione de' Ricci.

## Origini e diffusione delle idee luterane
Nel terzo e quarto decennio del Cinquecento, in particolare nelle città del nord, la diffusione clandestina degli autori della Riforma, Lutero, Ulrico Zwingli, Filippo Melantone, Martin Bucero; contribuì a diffonderne i principi religiosi più innovativi: giustificazione per fede, predestinazione, critica ai sacramenti e polemica antipapale.
Il successo di una riflessione teologica sul problema della salvezza, alternativa in particolare al sistema penitenziale tradizionale fu dovuto particolarmente ad un clima di risveglismo religioso già alla fine del XV secolo: millenarismo apocalittico, profetismo, contribuirono ad alimentare un bisogno diffuso di avere maggiori certezze e migliori strumenti per la via della redenzione. 
In tal senso il tema della fede come unica certezza, in un atteggiamento consolatorio di fiducia nell'infinita bontà di Dio (evidente nei primi scritti di Lutero), e nel sacrificio redentore di Cristo, apparivano una soluzione ideale: in questa direzione si mossero alcuni predicatori itineranti, soprattutto agostiniani e francescani che, in particolare negli anni trenta, ai temi tradizionali univano più precisi riferimenti alla predestinazione, alla teologia paolina della fede, e alla critica del culto dei santi, in un richiamo ideale al pensiero religioso della Riforma.
Il tradizionale anticlericalismo si unì ad una maggior insofferenza verso un autoritarismo romano e imperiale, che suggellava definitivamente la crisi del mondo comunale: perciò, in particolare l'esperienza della Riforma svizzera, nell'uguaglianza religiosa della Repubblica di santi a Zurigo e Ginevra, rievocava il recupero di antiche libertà e di una tradizione repubblicana propria delle antiche città italiane.
Motivazioni sociali e religiose favorirono dunque il proliferare dei principi teologici luterani, e nel contempo alimentarono maggiormente la discussione sul problema della salvezza individuale.
Il fenomeno interessò particolarmente la società urbana, ma trovò riscontro in tutti gli strati sociali; i mercanti in particolare, dai loro viaggi in Germania riuscivano a far circolare opere dei riformatori sotto vari pseudonimi, nascondendo i libri tra le mercanzie e rivendendoli a stampatori che ne agevolavano la traduzione. Il fenomeno fu assai importante soprattutto a Venezia, per i frequenti contatti con il mondo germanico e numerosi personaggi importanti aderirono alle idee luterane: Lutero poteva ben dire, che Venezia sarebbe stata "la porta della Riforma in Italia", sperando nella progressiva organizzazione di un movimento unitario. Le sue attese restarono vane, la Repubblica infatti, si allineò rigidamente alla svolta autoritaria e repressiva della Chiesa, che, dopo il fallito accordo di Ratisbona, del 1541, vide emergere la corrente più intransigente.
Nel resto della Penisola proliferarono gruppi protestanti, spesso con la compiacenza delle autorità, in particolare a Mantova, Lucca e Ferrara, dove lo stesso Calvino fu ospite di un gruppo di calvinisti che faceva capo alla duchessa Renata di Francia. A Milano numerosi gruppi sono presenti tra il 1521 e il 1542, nel Ducato di Savoia le sopravvivenze valdesi confluirono nella riforma svizzera, inoltre, dopo il 1520 tracce di luteranesimo erano presenti a Pavia a Como e resistettero fino ai processi inquisitoriali del 1541-42.

## La fede "valdesiana"
Particolare importanza ebbe la diffusione di un'opera composta a partire dal 1539, e pubblicata a Venezia nel 1543, "Il Beneficio di Cristo". Autori furono Benedetto Fontanini e Marcantonio Flaminio, vicini alla cerchia di Juan de Valdés, l'umanista e religioso spagnolo, che non poco contribuì con la sua elaborazione teologica di tinta erasmiana, luterana e intrisa di misticismo, a diffondere in particolare la giustificazione per sola fede. Nell'opera non c'è un chiaro ed esplicito riferimento ai principi della fede luterana, tanto meno alcuna polemica antipapale: negli autori c'è l'intento di non uscire dall'ortodossia cattolica, ma allo stesso tempo di proporre nuove soluzioni al credente per la via della redenzione.
Nel percorso di salvezza assume centralità la fede nel sacrificio redentore di Cristo, in un tono consolatorio e fiducioso che non lascia spazio alla funzione delle opere meritorie della teologia tradizionale.
Tali elementi, propri della fede valdesiana, riflettono l'esigenza di un rinnovamento soggettivo e interiore che ha origine dalla volontà dell'individuo di avvicinarsi spontaneamente alla perfezione morale di Cristo. Diversamente dalla teologia d'oltralpe, per lo meno da Calvino, ma anche dalla riflessione luterana sul servo arbitrio ("De servo arbitrio" 1525); l'abisso infinito tra l'uomo e Dio viene parzialmente colmato.
Valdes, nel suo soggiorno napoletano, tra il 1534 e il 1539, legò a sé importanti personaggi dell'aristocrazia, come Vittoria Colonna, Giulia Gonzaga, religiosi come Bernardino Ochino, e, non da meno la sua religiosità, in particolare proprio con la diffusione del "Beneficio di Cristo", influenzò numerosi personalità della gerarchia ecclesiastica come i cardinali Reginald Pole e Gaspare Contarini.
Questi, interpretavano l'esigenza di riforma della chiesa proprio a partire da un accoglimento delle istanze dottrinali della Riforma, particolarmente nella giustificazione per fede: alla dieta di Ratisbona, in cui cattolici e luterani si incontrarono per raggiungere un accordo in materia teologica, il Contarini non escludeva da parte della Chiesa una parziale accettazione della giustificazione per fede. Tuttavia, nonostante gli sforzi della corrente interna alla Chiesa vicina alle idee della Riforma, prevalse la corrente intransigente. Questa guidata da Pietro Carafa, fondatore dei Teatini, vedeva nel luteranesimo un'eresia da estirpare piuttosto che una corrente religiosa con cui dialogare, e riuscì a far fallire l'incontro di Ratisbona, dopo il quale seguì una svolta repressiva messa in atto tramite il tribunale dell'Inquisizione che si preoccupò non solo di mettere all'indice opere proibite, ma anche di perseguitare con mezzi più convincenti coloro che diffondevano idee non conformi alla dottrina cattolica.
A seguito della svolta repressiva nella penisola restarono pochi gruppi attivi, tra questi, a seguito della morte di Valdes, quello riunito a Viterbo da Reginald Pole. 
La religiosità riformata perse ogni slancio e continuò soltanto sotto forma di un'adesione personale e interiorizzata dei credenti, senza esteriori manifestazioni di eterodossia: in sintesi, soprattutto dopo il 1542 tale adesione continuò ad essere intesa secondo i dettami del "Beneficio", il cui contenuto, nel richiamo convinto alla fede e alla grazia come consapevole conversione a Cristo, era stato sapientemente elaborato per eludere ogni accusa di eresia, e soprattutto finalizzato a una semplice "cura d'anime", senza intenti sovvertitori.

## Gli "eretici" italiani

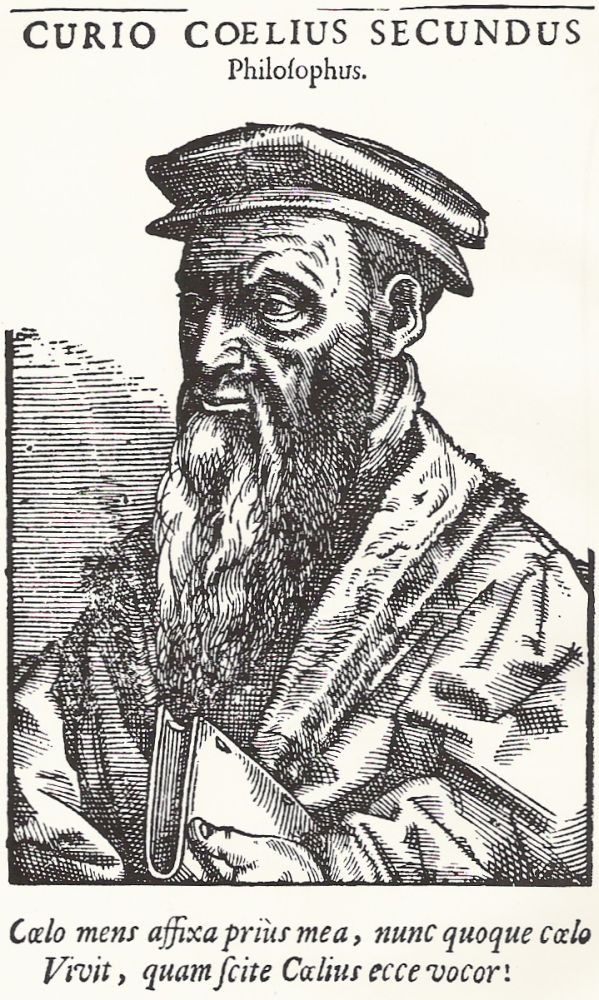
Celio Secondo Curione.

Con il procedere degli anni molte posizioni da riformiste passarono ad essere considerate eretiche e tanti personaggi dell'epoca, soprattutto umanisti, rischiarono di dover negare la loro fede per non trovarsi su posizioni esterne alla Chiesa ufficiale.
Per questo motivo la svolta repressiva del 1542 contribuì alla fuga di numerosi personaggi, laici ed ecclesiastici, che preferirono continuare un'attività di proselitismo fuori dall'Italia attraverso la composizione di nuove opere, e tramite la rielaborazione attiva dei principi religiosi della Riforma piuttosto che abiurare o, peggio, a passare a posizioni nicodemistiche.
La tradizione umanistica, nella valorizzazione del contenuto morale del messaggio cristiano, e nella critica razionalistica al dogmatismo teologico ora cattolico, ora protestante; contribuì alla confluenza di numerose dottrine: misticismo radicale, critica alla predestinazione, antitrinitarismo, antisacramentalismo.
Codesti personaggi in fuga dall'Italia, si recarono particolarmente a Ginevra, ma fu a Basilea che riuscirono a stampare le proprie opere. Calvino infatti, si trovò subito in disaccordo dottrinale con gli esiliati italiani; in particolare l'atteggiamento antispeculativo e il rifiuto dei dogmi portava a soluzioni, come il misticismo neoplatonico di Celio Secondo Curione, ritenuti inaccettabili dal riformatore ginevrino per l'eccessiva fiducia nei confronti dell'uomo e la possibilità di confondersi nell'abisso della deità.
Curione, attivo negli anni cinquanta, osservava che la porta verso il cielo doveva essere larga, e non riservata a pochi eletti come la rigida dottrina predestinataria di Calvino prevedeva. Al di là della critica al dogmatismo era il problema della libertà religiosa a dividere gli esiliati italiani da Calvino: la condanna al rogo di Michele Serveto nel 1555 confermò la rigidità della nuova ortodossia ginevrina, che dopotutto, appariva non dissimile da quella romana. In tal senso la definizione di "eretici" per gli italiani è riferibile sia da un punto di vista della Chiesa cattolica che da quella riformata.
Bernardino Ochino era il più noto predicatore italiano negli anni trenta: la sua conversione ai principi luterani divenne manifesta con la sua fuga a Ginevra nel 1542 allorché Calvino giudicò la sua religiosità coerente alla sua. Tuttavia Ochino, pur accettando la predestinazione non accettò mai la Omnipotentia Dei nel servo arbitrio luterano e calvinista, ma la reinterpretò alla luce dell'amore divino che non abbandona alcun credente. Egli restò profondamente legato alla religiosità francescana e valdesiana di cui le sue opere restarono profondamente intrise: perciò le sue peregrinazioni tra Ginevra, Augusta, Londra, Basilea e Zurigo mostrano il perenne conflitto tra l'eterogeneità della sua teologia, che lo portò sino all'antitrinitarismo, e l'ortodossia dei riformatori.
La necessità di identificare Cristo come l'esempio più alto e nobile di umanità portò, in alcuni autori, all'esautorazione della sua natura divina, e pertanto al rifiuto della trinità, non diversamente da Michele Serveto: il senese Lelio Sozzini, e il nipote Fausto iniziarono un efficace proselitismo particolarmente in Polonia.
Altri come il Gribaldi, il Biandrata, giunsero a posizioni che rifiutavano l'efficacia dei sacramenti.
Gli italiani diedero un notevole contributo allo sviluppo del protestantesimo successivo: Ochino, soprattutto, ebbe un ruolo nell'edificazione della Chiesa d'Inghilterra, (assieme ad altri italiani come Pietro Martire Vermigli), ma contribuì anche, nella sua riflessione sul libero e servo arbitrio ("Laberinti del libero over del servo arbitrio" 1561) e nella sua teologia antispeculativa, ad anticipare quella necessità di semplificazione religiosa che il protestantesimo conobbe soltanto con l'Illuminismo.